# Grab
Grab Holdings Inc. hay Grab là một công ty công nghệ đa quốc gia có trụ sở chính tại One-North, Singapore. Là nhà phát triển siêu ứng dụng cung cấp các dịch vụ vận chuyển, giao hàng và thanh toán kỹ thuật số hoạt động tại Singapore và các quốc gia Đông Nam Á khác như Malaysia, Indonesia, Philippines, Việt Nam, Thái Lan, Myanmar và Campuchia.
Công ty được Anthony Tan và Tan Hooi Ling thành lập với tên gọi MyTeksi vào năm 2012 để giúp việc đi taxi ở Malaysia an toàn hơn. Đến năm 2016, công ty được đổi tên thành Grab với việc mở rộng quan hệ đối tác ở Đông Nam Á, trùng với thời điểm phát triển các sản phẩm cho dịch vụ chuyển phát nhanh.
Grab là công ty khởi nghiệp công nghệ kỳ lân đầu tiên của Đông Nam Á và là công ty khởi nghiệp công nghệ lớn nhất trong khu vực. Công ty đã được giao dịch công khai trên NASDAQ vào năm 2021, sau vụ sáp nhập SPAC lớn nhất vào thời điểm đó. Năm 2023, Fast Company đã liệt kê Grab là một trong những công ty sáng tạo nhất trong khu vực Châu Á - Thái Bình Dương.

## Lịch sử

### Thành lập và mở rộng
Ý tưởng tạo ra một ứng dụng di động đặt xe taxi cho Đông Nam Á xuất phát từ Anthony Tan khi anh còn học tại Trường Kinh doanh Harvard. Anh đã ra mắt ứng dụng "My Teksi" tại Malaysia vào năm 2012 cùng với Tan Hooi Ling, một cựu sinh viên khác của Harvard. MyTeksi được khởi động với khoản tài trợ ban đầu là 25.000 đô la Mỹ từ Trường Kinh doanh Harvard và vốn cá nhân của Tan.
GrabTaxi mở rộng sang Philippines vào tháng 8 năm 2013, Singapore và Thái Lan vào tháng 10 cùng năm. Vào năm 2014, GrabTaxi tiếp tục tăng trưởng và mở rộng sang các quốc gia mới gồm Thành phố Hồ Chí Minh tại Việt Nam vào tháng 2 và Jakarta tại Indonesia vào tháng 6. Vào tháng 11 năm 2014, GrabTaxi ra mắt dịch vụ GrabBike đầu tiên tại Thành phố Hồ Chí Minh như một dịch vụ dùng thử. 
Đến năm 2015, dịch vụ xe ôm của GrabBike đã mở rộng khắp Việt Nam và Indonesia. Vào tháng 2 năm 2015, công ty đã ra mắt GrabCar+ tại Philippines. Vào tháng 11 năm 2015, Grab đã ra mắt dịch vụ chuyển phát nhanh GrabExpress.

### Thay đổi thương hiệu và mở rộng các dịch vụ bổ sung
Vào tháng 1 năm 2016, GrabTaxi đã đổi tên thành "Grab" với logo mới được thiết kế lại. Vào tháng 10 năm 2016, Grab đã thêm tính năng nhắn tin tức thời trong ứng dụng có tên là "GrabChat" để cho phép giao tiếp đơn giản giữa người đi xe và tài xế và dịch tin nhắn nếu ngôn ngữ được thiết lập của tài xế và hành khách khác nhau. Vào tháng 12 năm 2016, Grab đã ra mắt dịch vụ taxi và chia sẻ xe GrabShare. 
Vào tháng 2 năm 2017, Grab đã ra mắt dịch vụ GrabCoach để đặt xe chở khách lớn. Vào tháng 3 năm 2017, Grab đã giới thiệu GrabFamily dành cho trẻ em dưới 7 tuổi, để tuân thủ các quy định về việc trẻ em có chiều cao dưới 1,35 mét phải được đặt trên ghế nâng dành cho trẻ em hoặc ghế an toàn cho trẻ em.
Vào tháng 3 năm 2018, Grab đã sáp nhập với các hoạt động của Uber tại Đông Nam Á. Là một phần của quá trình mua lại, Grab đã tiếp quản tài sản và hoạt động của Uber, bao gồm UberEats, dẫn đến việc Grab mở rộng dịch vụ giao đồ ăn. Grab cũng đã ra mắt dịch vụ cho thuê xe điện có tên là GrabWheels vào tháng 3 năm 2018. 
Vào tháng 4 năm 2017, Grab đã xác nhận việc mua lại công ty khởi nghiệp thanh toán trực tuyến Kudo của Indonesia, công ty này đã được tích hợp vào hệ thống thanh toán của Grab. Vào tháng 11 năm 2017, Grab đã ra mắt dịch vụ thanh toán GrabPay như một dịch vụ thanh toán kỹ thuật số giữa các bên thứ ba.
Vào tháng 5 năm 2018, Grab đã ra mắt dịch vụ giao đồ ăn GrabFood. Vào tháng 10 năm 2018, Grab đã ra mắt dịch vụ chuyển phát nhanh GrabExpress. Vào năm 2018, Grab cũng đã ra mắt Grab Financial, một nhánh tài chính của công ty. Vào tháng 11 năm 2018, Grab đã đầu tư vào nền tảng Ovo của tập đoàn Lippo Group của Indonesia.
Vào tháng 2 năm 2019, công ty đã ra mắt GrabPet tại Singapore, sử dụng các tài xế Grab đã được đào tạo về cách xử lý vật nuôi và chào đón động vật lên xe của họ. 
Vào tháng 4 năm 2019, Grab đã ra mắt bếp đám mây đầu tiên, GrabKitchen, tại Indonesia theo dịch vụ giao đồ ăn của mình. 50 GrabKitchen đã được thành lập tại sáu quốc gia Đông Nam Á trong vòng một năm. Grab cũng đã ra mắt siêu ứng dụng của họ vào tháng 4 năm 2019 để hợp nhất các dịch vụ trực tuyến của mình thành một nền tảng. 
Công ty đã hợp tác với Microsoft để giúp mọi người ở Đông Nam Á tiếp cận các chương trình và chứng chỉ về kỹ năng số vào tháng 9 năm 2019. 
Vào tháng 12 năm 2019, Grab và Mastercard đã ra mắt thẻ thanh toán không số đầu tiên tại Châu Á, thẻ này đã ngừng hoạt động vào ngày 1 tháng 6 năm 2024.
Vào tháng 2 năm 2020, Grab đã ra mắt GrabCare dành cho nhân viên y tế tại Singapore, bắt đầu với dịch vụ 24 giờ đến Bệnh viện Tan Tock Seng và Trung tâm quốc gia về bệnh truyền nhiễm. Grab cũng mở rộng dịch vụ GrabMart và GrabAssistant của mình đến nhiều thành phố và quốc gia hơn để đáp ứng nhu cầu giao đồ ăn và hàng tạp hóa trực tuyến ngày càng tăng. 
Marriott International đã hợp tác với Grab để bao phủ khoảng 600 nhà hàng và quán bar tại Singapore, Indonesia, Malaysia, Philippines, Việt Nam và Thái Lan, những nơi sẽ được thêm vào nền tảng giao hàng GrabFood. Vào tháng 4 năm 2020, lương của ban quản lý cấp cao đã bị cắt giảm 20 phần trăm và nhân viên được khuyến khích tự nguyện nghỉ không lương  trong nỗ lực quản lý chi phí trong đại dịch COVID-19. Vào tháng 6 năm 2020, Grab đã cắt giảm 360 nhân viên, chỉ chiếm chưa đến 5 phần trăm tổng số nhân viên trên khắp các văn phòng Đông Nam Á tại thời điểm đó. Vào tháng 11 năm 2020, Grab đã công bố ra mắt Trung tâm công nghệ tại Jakarta, Indonesia dành cho các doanh nghiệp siêu nhỏ, nhỏ và vừa (MSME). Vào tháng 12 năm 2020, Grab đã được Singapore cấp giấy phép ngân hàng kỹ thuật số cùng với Singtel.

### Niêm yết công khai và các quan hệ đối tác
Tập đoàn AS Watson bắt đầu hợp tác với Grab vào đầu năm 2021 để mở rộng hoạt động tại Đông Nam Á. Vào tháng 3 năm 2021, Grab đã hợp tác với chuỗi cửa hàng giảm giá Don Quijote để giao các mặt hàng thiết yếu hàng ngày như thực phẩm và mỹ phẩm cho khách hàng tại Đông Nam Á. 
GrabPay đã hình thành quan hệ đối tác với Stripe vào tháng 5 năm 2021 để đưa GrabPay Wallet vào làm tùy chọn thanh toán. Vào tháng 7 năm 2021, Grab đã mở rộng tùy chọn thanh toán mua trước, trả sau thông qua quan hệ đối tác với Adyen.
Vào tháng 11 năm 2021, Grab đã hợp tác với McDonald's tại Singapore để tích hợp GrabExpress, GrabPay và GrabRewards vào dịch vụ đặt hàng trực tuyến và tại cửa hàng của nhà hàng. Công ty đã mua lại Jaya Grocer của Malaysia vào cuối năm 2021.
Grab ra mắt trên NASDAQ vào tháng 12 năm 2021 sau SPAC với Altimeter Growth Corp.
Vào tháng 3 năm 2022, công ty thông báo rằng GrabFood, GrabPay, GrabGifts và hệ thống giao hàng của họ sẽ được giới thiệu tại Starbucks ở Thái Lan, Singapore, Malaysia, Indonesia, Việt Nam và Philippines. 
Vào tháng 6 năm 2022, công ty đã giới thiệu công nghệ lập bản đồ và định vị GrabMaps để sử dụng trong các tuyến đường "siêu địa phương" tại các thành phố Đông Nam Á. Grab cũng đã công bố quan hệ đối tác với Coca-Cola để tăng cường mạng lưới phân phối của mỗi công ty trong khu vực. 
Vào tháng 6 năm 2023, Grab đã công bố cắt giảm 11 phần trăm lực lượng lao động tại thời điểm đó. 
Công ty nằm trong số 121 thương hiệu toàn cầu bao gồm Nestlé, McDonald's và Unilever chịu ảnh hưởng của phong trào BDS do người Palestine lãnh đạo lan truyền trên Facebook và TikTok ở Indonesia và Malaysia như một phản ứng đối với cuộc chiến tranh Israel - Hamas. Các thương hiệu được nêu tên đã được tuyên bố mà không có bằng chứng là "có liên kết với Israel". Grab trả lời rằng họ không "ủng hộ bất kỳ hình thức bạo lực nào" và "đứng về phía nhân loại và hy vọng hòa bình và ngừng bắn".

## Tài trợ
Các nhà đầu tư của Grab bao gồm các quỹ đầu tư mạo hiểm và phòng hộ, các công ty ô tô và các công ty gọi xe khác. Các nhà đầu tư bao gồm Softbank Group và MUFG của Nhật Bản, Booking Holdings, Toyota và Microsoft. Công ty đã hoàn thành vòng tài trợ Series A đến Series H, tổng cộng hàng tỷ đô la. 
Vào tháng 1 năm 2021, Grab Financial Group, đơn vị dịch vụ tài chính của công ty, đã huy động được hơn 300 triệu đô la từ Hanwha Asset Management của Hàn Quốc.

## Các vấn đề liên quan tới tài xế
Các trường hợp tài xế Grab quấy rối khách hàng và phong trào #MeToo ở Hoa Kỳ và các quốc gia khác gần đây cũng đã khuyến khích phụ nữ ở Indonesia lên tiếng chống lại hành vi quấy rối của tài xế Grab, chẳng hạn như khi tài xế yêu cầu thông tin cá nhân hoặc gửi cho họ tin nhắn không mong muốn sau chuyến đi.
Vào ngày 23 tháng 9 năm 2016, một hành khách nữ ở Singapore đã bị một tài xế GrabCar lớn tuổi tấn công tình dục sau khi cô ngủ quên trong chuyến đi. Tài xế đã bị bỏ tù 16 tháng vào năm sau. Vào ngày 25 tháng 3 năm 2017, một hành khách nữ ở Singapore đã bị một tài xế Grab tấn công. Sau đó, tài xế này đã bị đình chỉ dịch vụ đặt xe qua điện thoại, mặc dù anh ta vẫn được phép đón khách trên phố. Vào tháng 5, một tài xế GrabCar ở Chiang Mai, Thái Lan đã bị bắt vì tội tấn công tình dục. Đáp lại, Grab đã đưa ra một tuyên bố và cho biết họ "sẽ không dung thứ cho hành vi bạo lực thể xác hoặc lăng mạ bằng lời nói".
Các tranh chấp đã xảy ra giữa tài xế Grab và các hãng taxi địa phương khi các tài xế taxi địa phương phàn nàn về sự sụt giảm về số lượng hành khách và thu nhập của họ kể từ khi Grab (và đối thủ cạnh tranh Uber) bắt đầu có chỗ đứng trong khu vực của họ. Cho đến tháng 12 năm 2016, khoảng 65 vụ hành hung tài xế GrabBike do tài xế xe ôm địa phương gây ra đã được báo cáo tại Thành phố Hồ Chí Minh, Việt Nam. Nhiều vụ bạo lực đã nổ ra giữa tài xế Grab và xe ôm tại hai thành phố lớn là Hà Nội và Thành phố Hồ Chí Minh tại Việt Nam với 47 vụ hành hung khác được ghi nhận vào năm 2017. Tài xế và hành khách Grab ở Kuala Lumpur cũng là đối tượng bị tài xế taxi địa phương quấy rối.
Vào ngày 4 tháng 3 năm 2017, một người đàn ông nước ngoài say rượu được cho là đã tấn công một tài xế GrabCar ở Singapore. Người đàn ông này sau đó đã bị bắt và bị kết án tù hai tuần vì hành vi phạm tội của mình. Vào ngày 26 tháng 10, một tài xế Grab đã bị sát hại tại Pasay, Philippines bởi một nghi phạm cải trang thành hành khách, sau đó nghi phạm đã bỏ trốn cùng với xe và đồ đạc cá nhân của nạn nhân. Cuối cùng, nghi phạm đã đầu thú cảnh sát hai tuần sau đó và thú nhận rằng anh ta đã vô tình giết chết tài xế sau khi nạn nhân từ chối đưa tiền cho anh ta.
Để giảm số lượng sự cố giữa hành khách và tài xế, Grab đã triển khai một số tính năng an toàn. Grab đã cài đặt nút khẩn cấp trong ứng dụng vào năm 2018. Cùng năm đó, Grab triển khai chương trình tin học viễn thông để khuyến khích hành vi lái xe an toàn cho tài xế. Năm 2019, Grab bắt đầu yêu cầu hành khách chụp ảnh selfie trước khi đi xe để xác minh danh tính.

## Các vấn đề pháp lý
Tại Philippines, GrabCar đã được hợp pháp hóa hoàn toàn sau khi được Hội đồng quản lý và nhượng quyền vận tải đường bộ (LTFRB) công nhận là Công ty mạng lưới vận tải (TNC) vào năm 2015. Năm 2016, dịch vụ xe ôm Grab của Grab và Uber đã bị đình chỉ vì cáo buộc các dịch vụ này vi phạm các quy định của địa phương và xung đột với các công ty vận tải đã đăng ký. Các cuộc đàn áp tiếp theo đối với các dịch vụ này đã được tiếp tục vào đầu năm 2017 khi một quan chức giao thông Thái Lan yêu cầu chính phủ cấm chúng mặc dù có rất ít nỗ lực được thực hiện vì cả hai dịch vụ này đều ngày càng phổ biến đối với người Thái và du khách nước ngoài trong nước. Năm 2019, có thông tin cho biết chính phủ Thái Lan đang thực hiện các bước để hợp pháp hóa dịch vụ taxi Grab.
Tại Singapore, luật hợp pháp hóa dịch vụ này đã được thông qua vào tháng 2 năm 2017. Vài tháng sau, Cơ quan Giao thông Đường bộ (LTA) tại Singapore đã đưa ra một quy định mới yêu cầu xe cho thuê tư nhân phải có Giấy phép lái xe cho thuê tư nhân (PDVL) có hiệu lực vào tháng 7 năm 2017. 
Vào ngày 4 tháng 4 năm 2017, chính phủ Malaysia đã đệ trình các sửa đổi đối với luật giao thông hiện hành nhằm điều chỉnh các dịch vụ ứng dụng giao thông và bảo vệ tài xế khỏi bị quấy rối. Thông qua sửa đổi này, xe Grab và Uber được phân loại là xe dịch vụ công cộng như một phần của động thái hợp pháp hóa cả hai dịch vụ trong nỗ lực chuyển đổi các dịch vụ giao thông công cộng của đất nước. Các sửa đổi đã được Quốc hội Malaysia thông qua vào ngày 28 tháng 7 năm 2017, hợp pháp hóa trực tiếp cả hai dịch vụ để hoạt động trong nước.
Năm 2017, Bộ Giao thông Vận tải Việt Nam đã tiến hành rà soát lại tình trạng pháp lý của cả Grab và Uber để đảm bảo môi trường kinh doanh công bằng cho các doanh nghiệp.  Một dự thảo thông tư mới đã được đệ trình vào đầu năm 2018, trong đó bao gồm các quy định về vận tải hành khách (bằng ô tô) thông qua phần mềm như Grab.  Đầu năm 2020, một nghị định đã được thông qua để hợp pháp hóa Grab và các nền tảng gọi xe khác tại Việt Nam. 
Tại Campuchia và Singapore, Grab đã hỗ trợ chính quyền địa phương trong quản lý giao thông và phát triển cơ sở hạ tầng thông qua dữ liệu và công nghệ của mình.  Tại Malaysia, Grab cũng đã nhận được sự hỗ trợ của Ủy ban Giao thông Công cộng Malaysia (SPAD) khi cơ quan chính phủ này giới thiệu việc sử dụng công nghệ bằng ứng dụng GrabTaxi để nâng cao hiệu quả của tài xế taxi tại Malaysia. Công ty đang hợp tác với cơ quan chính phủ để cải thiện hình ảnh của tài xế taxi tại quốc gia này bằng cách làm cho việc gọi taxi an toàn và thuận tiện hơn.